# Харьков-Главное (локомотивное депо)
ТЧ-2 Харьков-Главное (ТЧ-2 Харків-Головне) — локомотивное депо Харькова И  Южной железной дороги На базе подвижного состава, а именно электросекций поездов серии С эксплуатируемые ранее в ТЧ-2 Октябрь создано моторвагонное депо Харьков.

## История
Летом 1869 года, в связи с пуском участка Харьков — Белгород, недалеко от станции «Харьков-Пассажирский» были построены паровозные мастерские, ставшие самым первым ремонтным предприятием Южной железной дороги. Позднее они были преобразованы в паровозное депо.
С введением в строй электровозов ЧС2 паровозное депо в период с 1960 по 1962 год было переоборудовано в электровозное.
В 1980—1990 годах в депо поступили новые электровозы ЧС7.
C 1962 по сентябрь 2015 года депо имело название "Октябрь", (укр. Жовтень)

## Подвижной состав
Основной подвижной состав депо составляют электровозы ЧС2 и ЧС7. Кроме того к депо приписан маневровый тепловоз ТГМ23В48 и автомотриса АЧ2-082 для служебных поездок руководства ЮЖД.

## Обслуживание подвижного состава
Депо «Харьков-Главное» способно проводить все виды технического обслуживания и ремонта. Проводятся капитальные ремонты электровозов ЧС2 и ЧС7.
Также в депо проходят техническое обслуживание и другие локомотивы депо Мелитополь, Купянск и Кременчуг (в том числе — ВЛ82м, ВЛ11 и др.).
На территории расположено несколько прямоугольных депо, до сих пор сохранилось старое здание веерного депо с поворотным кругом. Для поставки электровозов на поворотный круг используется тепловоз ТГМ23В48.

## Памятники
- В депо поставлен на вечную стоянку паровоз-памятник серии Эу — Эу677-49[1], входивший в состав колонны НКПС № 10. Памятник установлен в 1975 году в честь 30-летия Победы.
- На одном из зданий расположено панно(с лета 2016 г. завешено плакатом со скоростным электропоездом "Шкода"), посвящённое образованию в депо отряда Красной гвардии в 1917 году. Памятная табличка гласит:

Здесь, в депо, в 1917 году был образован отряд Красной Гвардии, который принимал активное участие в борьбе за установление Советской власти в Харькове.
Оригинальный текст (укр.)Тут, у депо, в 1917 році був створений загін Червоної Гвардії, який приймав активну участь у боротьбі за встановлення Радянської влади в Харкові.

## Обслуживаемые участки
Депо обслуживает пассажирские перевозки на электротяге на следующих тяговых плечах:
- Харьков — Новоалексеевка
- Харьков — Белгород
- Харьков — Константиновка
- Харьков — Днепр
- Харьков — Бахмут
- Харьков — Кривой Рог
- Харьков — Запорожье
- Харьков — Мелитополь

## Галерея

Поворотный круг
Панно на здании
Табличка под панно
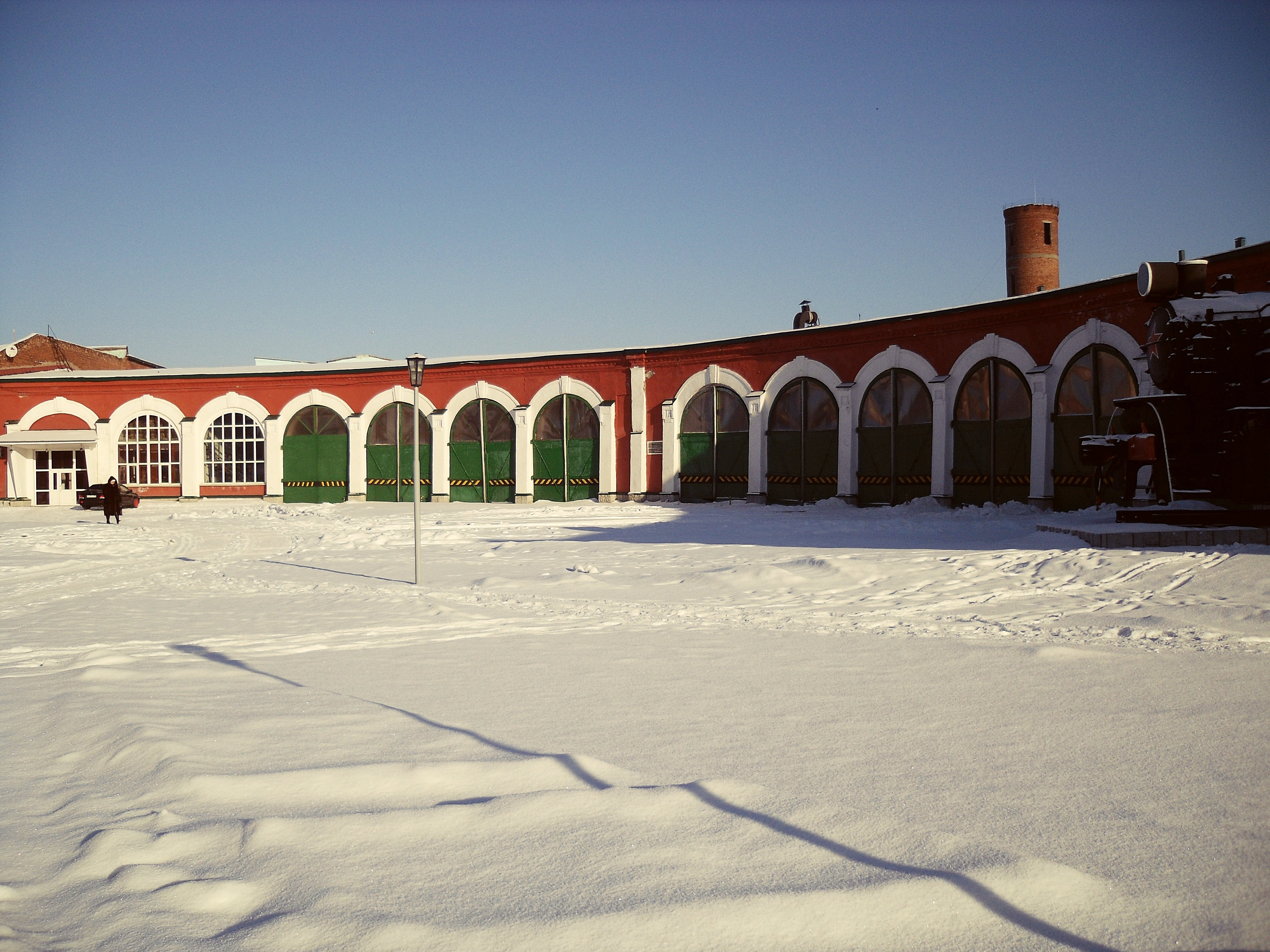
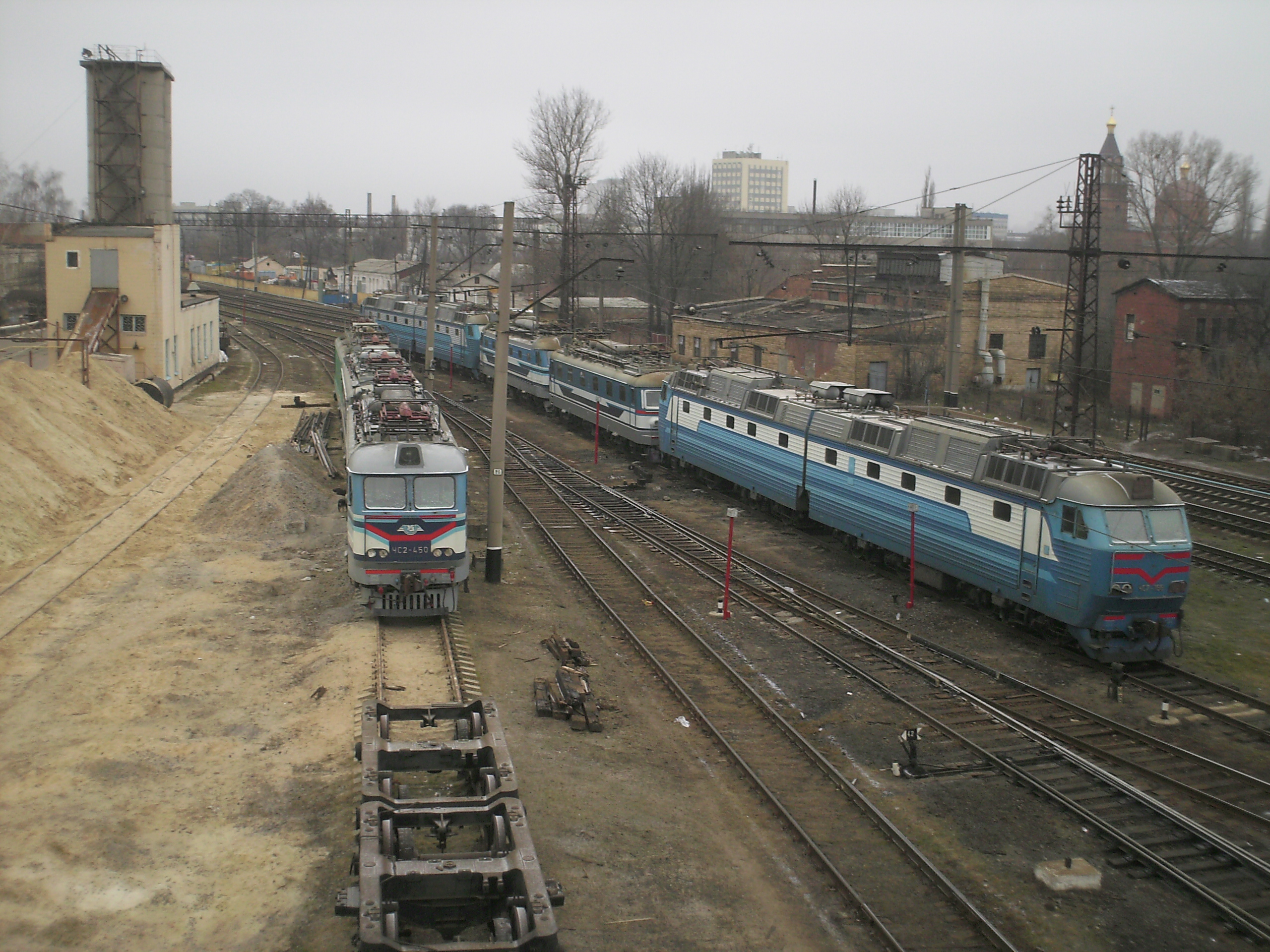

## Примечание
1. ↑  Фото паровоза-памятника. Дата обращения: 21 декабря 2008. Архивировано 12 февраля 2015 года.